# Włodzimierz Smolarek
Włodzimierz Wojciech Smolarek (Aleksandrów Łódzki, Polonia, 16 de julio de 1957- Aleksandrów Łódzki, 7 de marzo de 2012) fue un futbolista polaco, que se desempeñó como delantero y que militó en diversos clubes de Polonia, Alemania y Países Bajos. Murió en 2012 a causa de un infarto.

## Carrera futbolística
Era originalmente un extremo izquierdo, que jugó siempre con el "11" en su espalda, pero por su cuerpo rocoso y su alma de ariete, nunca fue un futbolista que esperase el balón en el costado. No era un clásico 11 que desbordase siempre por la banda, tenía velocidad,  potencia, y su fuerte era su capacidad de asociación y su temible disparo que lo hacían uno de los futbolistas más peligrosos del Este.
Disputó la mayor parte de su carrera en su país, principalmente en el Widzew Lódz equipo en el que jugó desde mediados de los setenta hasta 1986 con una interrupción de dos años que pasó en el Legia de la capital polaca. A los 29 años, tal y como marcaba la legislación de su país, pudo comenzar su carrera en Europa occidental. Jugó dos temporadas en el Eintracht de Frankfurt hasta que en 1988 comenzó su aventura holandesa que le marcaría la vida. Tras otro par de temporadas en el Feyenoord, jugó seis años más en el Utrecht, equipo en el que se retiró a los 39 años, demostrando calidad y longevidad.

## Selección nacional
Fue internacional con la selección de fútbol de Polonia; donde jugó 60 partidos internacionales y anotó 13 goles.
Participó con su selección, en 2 Copas Mundiales. La primera fue en España 1982, donde anotó un gol en la goleada por 5:1 ante Perú en La Coruña y fue figura clave, junto a Lato y Boniek para que su selección logre avanzar a las semifinales, donde obtuvo el tercer lugar. Su segundo mundial fue México 1986, donde anotó 1 gol en la victoria por 1:0 ante Portugal en Monterrey, aunque Polonia solo llegó a octavos cayendo 4-0 ante Brasil.

## Clubes
| Club                | País         | Año       |
| ------------------- | ------------ | --------- |
| Widzew Łódź         | Polonia      | 1974-1978 |
| Legia Varsovia      | Polonia      | 1978-1980 |
| Widzew Łódź         | Polonia      | 1980-1986 |
| Eintracht Frankfurt | Alemania     | 1986-1988 |
| Feyenoord           | Países Bajos | 1988-1990 |
| FC Utrecht          | Países Bajos | 1990-1996 |

### Participaciones en Copas del Mundo
| Mundial                        | Sede   | Resultado        | Partidos | Goles |
| ------------------------------ | ------ | ---------------- | -------- | ----- |
| Copa Mundial de Fútbol de 1982 | España | Tercer lugar     | 6        | 1     |
| Copa Mundial de Fútbol de 1986 | México | Octavos de final | 4        | 1     |

## Vida personal
Era el padre del también futbolista polaco y seleccionado de su país Euzebiusz Smolarek.